# Michel Majerus
Pour les articles homonymes, voir Majerus.
Michel Majerus, né le 9 juin 1967 à Esch-sur-Alzette et mort le 6 novembre 2002 à Niederanven, est un artiste germano-luxembourgeois.
Élève de Joseph Kosuth à l’Académie des Beaux-Arts de Stuttgart, sa carrière est très brève car il est une des vingt victimes de l'accident du vol Luxair 9642 survenu le 6 novembre 2002.

## Expositions
- Rétrospective au Musée d'art moderne grand-duc Jean du 9 décembre 2006 au 7 mai 2007.
- Rétrospective au CAPC,Centre d'arts plastiques contemporains de Bordeaux du 31 mai 2012 au 23 septembre 2012.